# Joan Amades

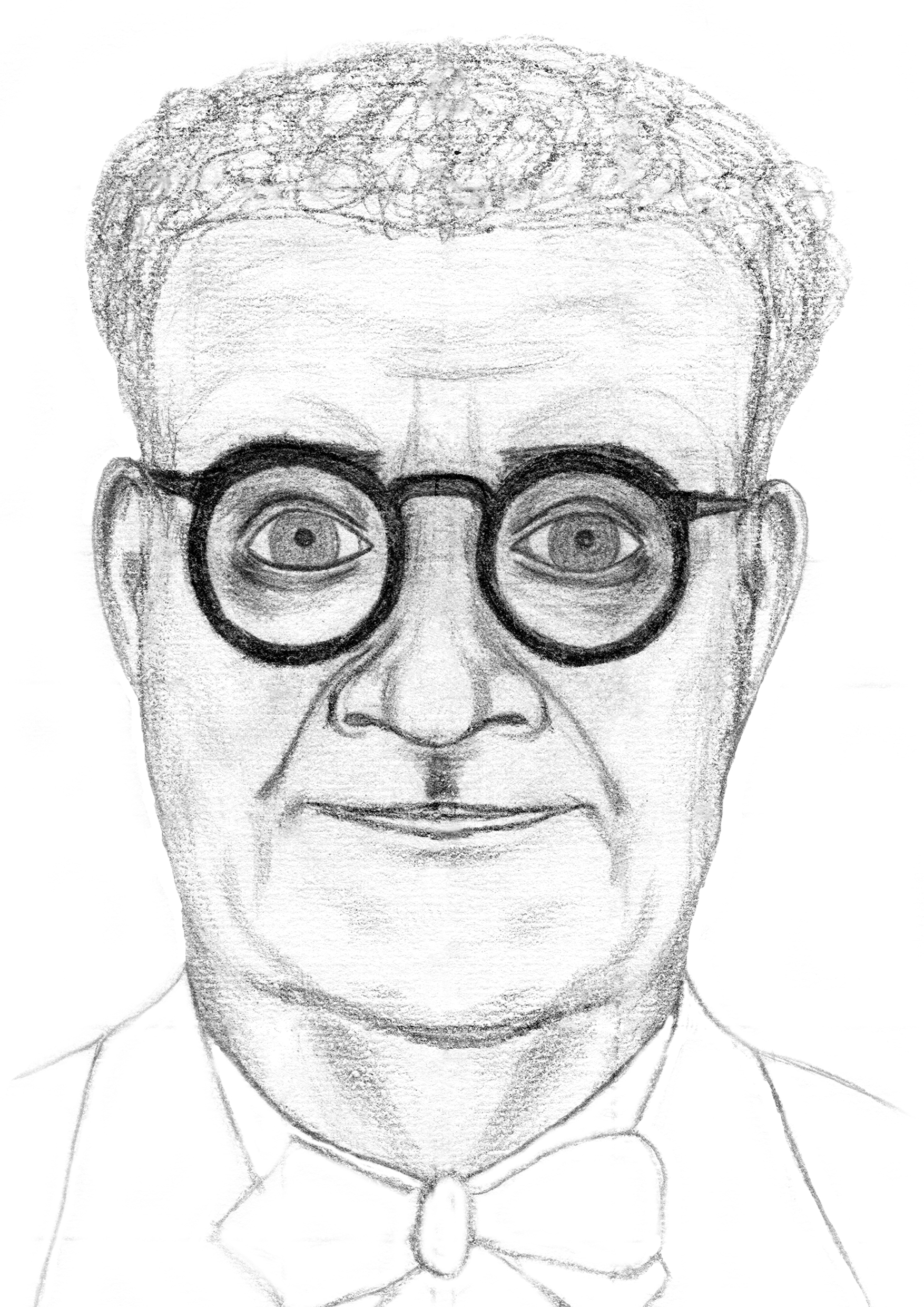
Porträtzeichnung von Joan Amades

Joan Amades i Gelats (* 23. Juli 1890 in Barcelona; † 17. Januar 1959 ebenda) war ein katalanischer Ethnologe und Folklorist. Von der Ausbildung her Autodidakt, arbeitete er im städtischen Geschichtsarchiv von Barcelona und im Museum für Handwerk und Volkskunst derselben Stadt. Ab 1956 arbeitete er mit der UNESCO zusammen. Er war auch ein herausragender Förderer der Sprache Esperanto und gründete die Federació Esperantista Catalana (‚Katalanische Esperanto Vereinigung‘). Aus seinem großen Werk ragt das Buch Costumari Català (‚Sammlung katalanischer Gebräuche‘) hervor, das Hauptwerk zur Erforschung der katalanischen Populärkultur.

## Herausragende Schriften
- Les diades populars catalanes (1932–1949) (die katalanischen Volksfeiertage)
- Les cent millor cançons populars (1949) (die 100 besten Volkslieder)
- Refranyer català comentat (1951) (kommentierte katalanische Sprichwörtersammlung)
- Les cent millors rondalles populars (1953) (die 100 besten Volksmärchen)
- Costumari Català (1950–1956) (Sammlung katalanischer Gebräuche)
- Guia de les festes tradicionals de Catalunya. Itinerari per tot l’any (1958) (Führer für die traditionellen Feste in Katalonien. Plan für das ganze Jahr)

## Bibliografie
- Antoni Anguela, Lluís Calvo [und Mitarbeiter]: El món de Joan Amades. Departament de Cultura de la Generalitat de Catalunya, Barcelona 1990. (‚Die Welt des Joan Amades‘, auf Katalanisch)